# Brian Rodríguez
Paul Brian Rodríguez Bravo (Tranqueras, 20 mei 2000) is een Uruguayaans voetballer die doorgaans als aanvaller speelt. Hij verruilde Peñarol in augustus 2019 voor Los Angeles FC. Rodríguez debuteerde in 2019 in het Uruguayaans voetbalelftal.

## Carrière
Rodríguez stroomde door vanuit de jeugd van Peñarol. Daarvoor debuteerde hij op 28 maart 2018 in het eerste elftal, tijdens een wedstrijd in de Primera División thuis tegen Danubio (1–1). Hij viel toen in de 59e minuut in voor Giovanni González. Zijn eerste doelpunt als prof maakte hij op 24 mei 2019. Hij zorgde toen voor de 3–0 in een met diezelfde cijfers gewonnen competitiewedstrijd thuis tegen Boston River. Rodríguez kwam in zijn eerste jaar voornamelijk in actie als invaller. Hij groeide in 2019 uit tot basisspeler. Hij speelde dat seizoen ook zijn eerste wedstrijden in de Copa Libertadores.

## Clubstatistieken
| Seizoen     | Club           | Competitie          | Competitie | Competitie | Beker | Beker | Internationaal | Internationaal | Totaal | Totaal |
| Seizoen     | Club           | Competitie          | Wed.       | Dlp.       | Wed.  | Dlp.  | Wed.           | Dlp.           | Wed.   | Dlp.   |
| ----------- | -------------- | ------------------- | ---------- | ---------- | ----- | ----- | -------------- | -------------- | ------ | ------ |
| 2018        | Peñarol        | Primera División    | 6          | 1          | 0     | 0     | 0              | 0              | 6      | 1      |
| 2019        | Peñarol        | Primera División    | 12         | 2          | 0     | 0     | 8              | 0              | 20     | 2      |
| Club totaal | Club totaal    | Club totaal         | 18         | 3          | 0     | 0     | 8              | 0              | 26     | 3      |
| 2019        | Los Angeles FC | Major League Soccer | 9          | 0          | 0     | 0     | 0              | 0              | 9      | 0      |
| Club totaal | Club totaal    | Club totaal         | 9          | 0          | 0     | 0     | 0              | 0              | 9      | 0      |

Bijgewerkt t/m 16 november 2019

## Interlandcarrière
Rodríguez maakte deel uit van verschillende Uruguayaanse nationale jeugdselecties. Hij nam met Uruguay –20 deel aan het WK –20 van 2019. Rodríguez debuteerde op 7 september 2019 in het Uruguayaans voetbalelftal, in een met 1–2 gewonnen oefeninterland in en tegen Costa Rica. Zijn eerste interlanddoelpunt volgde vier dagen later. Hij zette Uruguay toen op 0–1 in een oefeninterland tegen de Verenigde Staten (1–1).